# Take Off (WayVのアルバム)
『Take Off』（テイクオフ）は、2019年5月9日にLabel Vから発売されたWayVの1枚目のミニ・アルバム。

## 概要
- WayVの1枚目のフィジカル・ミニアルバム。
- タイトル曲「无翼而飞 (Take Off)」を含む全6曲が収録されている。
- 新曲3曲と既発表の楽曲3曲で構成されている。

## プロモーション

### 予告編
- 2019年5月1日より、WayVの公式Weiboからコンセプト写真を公開した。
- 5月3日、ムードサンプラー映像「Ready for Take Off」を公開した。
- 5月5日、メンバー紹介映像「Take Off: Character Analysis」を公開した。

### ライブパフォーマンス
- 5月9日、アルバムプロモーションのためにプレスカンファレンスを開催し、「Regular」 と「Take Off」を披露した。
- 6月18日、上海で開催された「AACTA Awards」のガラディナーショーで、アンバサダーとして「Take Off」を披露した。
- 6月23日、湖南衛視のバラエティ番組『天天向上』で「Take Off」を披露した。

## ミュージックビデオ
- 5月9日、タイトル曲「无翼而飞 (Take Off)」のミュージックビデオを公開した。
WayVのメンバーたちが航空機、バイク、レーシングカーなどの様々な乗り物と共に登場する。ミュージックビデオの中では、建設中のウクライナ・キエフのパドリスキ橋やピョートル・サハイダチヌイ通りの姿が収められている。また、いくつかのシーンはウクライナの航空機メーカーアントノフの航空機を背景に、格納庫内で撮影された。

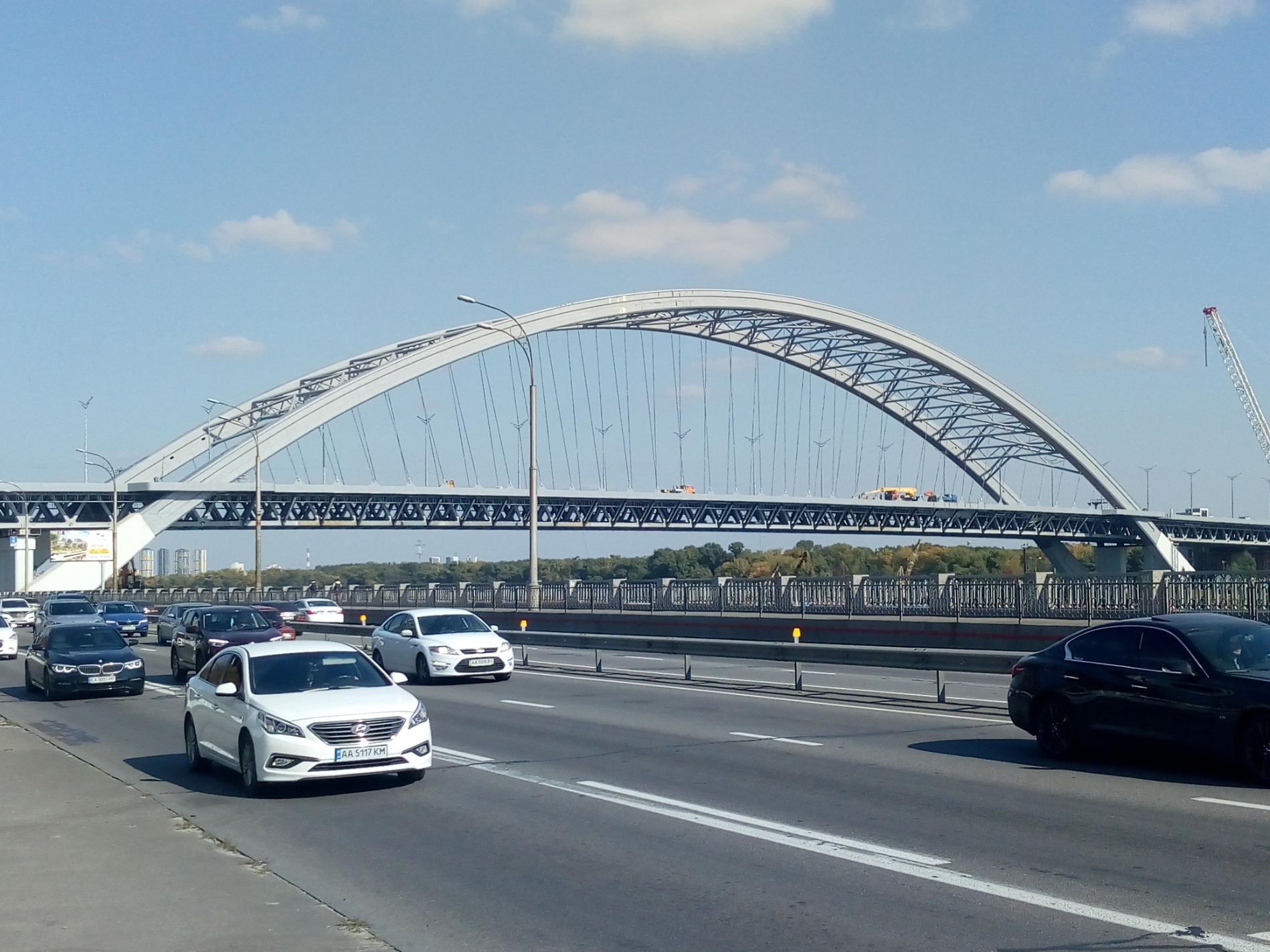
パドリスキ橋
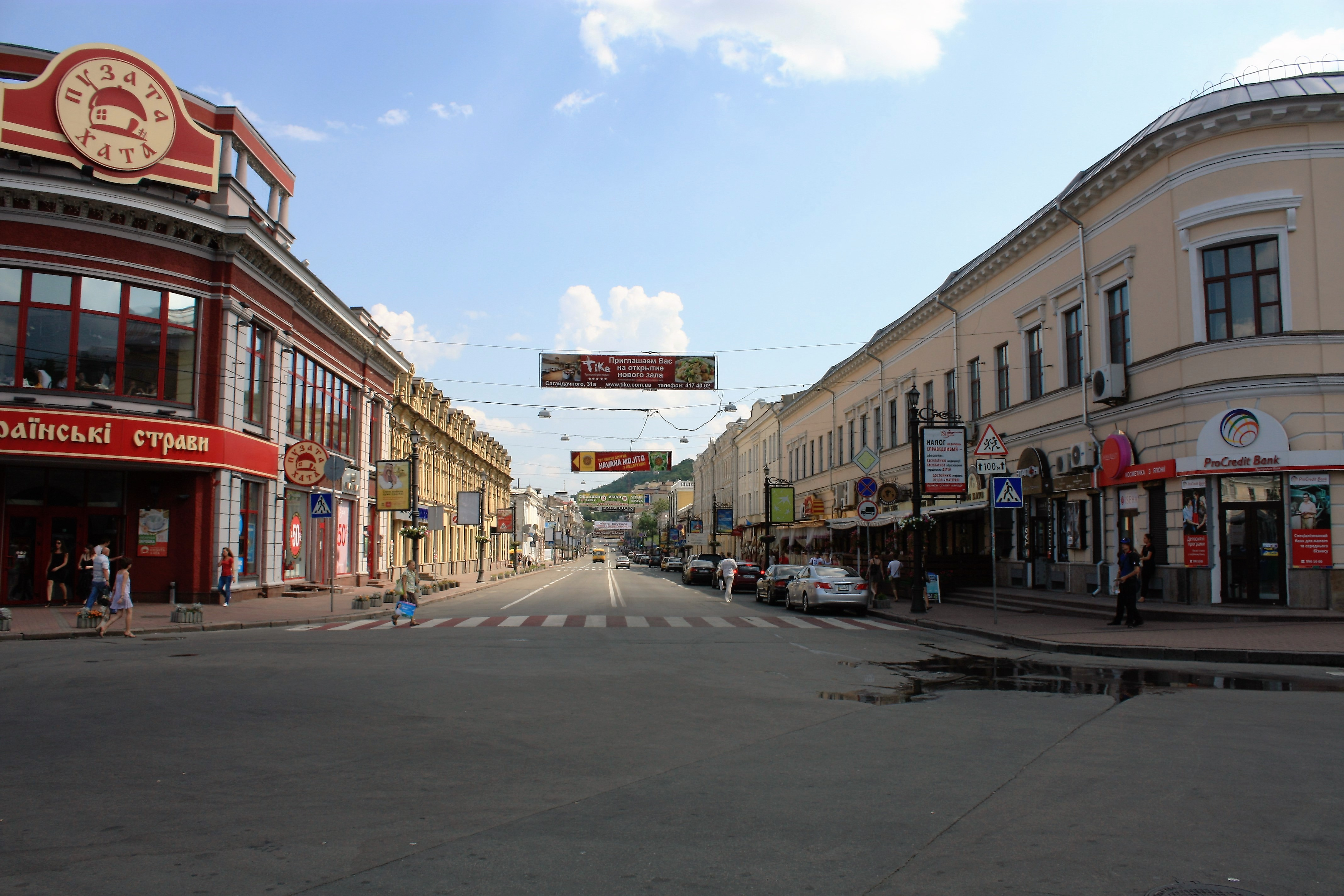
ピョートル・サハイダチヌイ通り
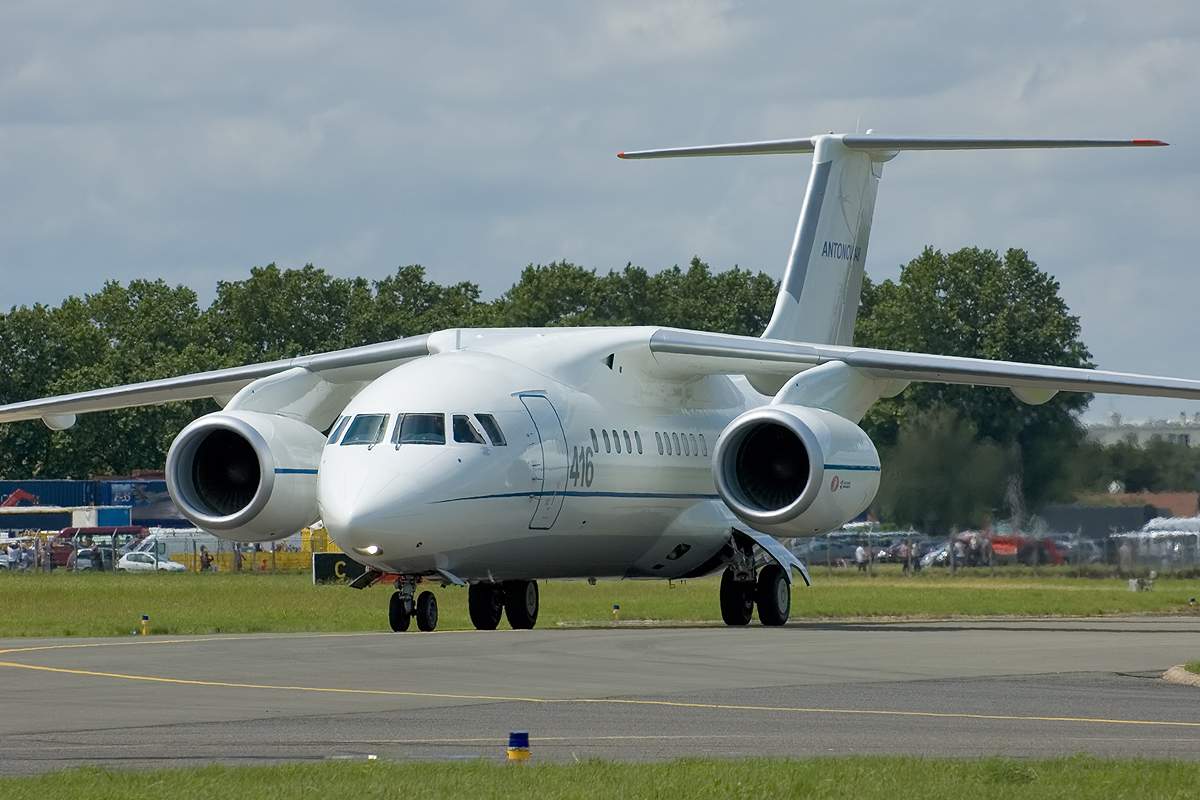
An-148

- 5月16日、タイトル曲「无翼而飞 (Take Off)」のパフォーマンスビデオを公開した。
- 5月27日、タイトル曲「无翼而飞 (Take Off)」のダンスプラクティスビデオを公開した。
- 6月13日、収録曲「爱不释手 (Let me love u)」のセルフ撮影版ミュージックビデオを公開した。

## チャート成績・評価
中国最大音楽配信サイトQQミュージックの人気チャートで1位を獲得した。
iTunes総合アルバムチャートで、スウェーデン、フィンランド、スペイン、ポーランド、ニュージーランド、ギリシャ、チリ、メキシコ、ペルー、アルゼンチン、ブラジル、ポルトガル、ロシア、インド、インドネシア、台湾、香港、タイ、トルコ、日本、シンガポール、ベトナム、フィリピン、マレーシア、コロンビア、アラブ首長国連邦、カンボジア、ブルネイ、ウクライナ、ウズベキスタンなど全世界30の国と地域で1位を記録した。
iTunesのランクイン記録としては、中国男子アイドルグループ史上最多記録を樹立した。これに対して中国の官営機関紙『環球時報』は「威神Vが再び中国男子アイドルグループの歴史を新たに塗り替えた」、『鳳凰娯楽』は「WayVが中国歌謡界の新記録を樹立した。驚くべき成績に舌を巻く」と報じた。

## 収録曲
1. 无翼而飞 (Take Off) [3:54]
  - 作詞 ：严云农 (Yen Yun Nong)
  - 作曲 ：Mike Daley、Mitchell Owens、Wilbart 'Vedo' McCoy III、Jeff Lewis
  - 編曲 ：Mike Daley、Mitchell Owens、유영진

強烈なトラップドラムとクセになるクラブ・ベースラインが強いエネルギーを発揮するアーバンダンスジャンルのタイトル曲[1]。
2. 理所当然 (Regular) [3:38]
  - 作詞 ：严云农 (Yen Yun Nong)
  - 作曲 ：Mike Daley、Mitchell Owens、Wilbart 'Vedo' McCoy III、George Kranz、유영진
  - 編曲 ：Mike Daley、Mitchell Owens

WayVのデビュー曲。デジタル・ミニアルバム『The Vision』収録曲。
3. 真实谎言 (Say It) [3:16]
  - 作詞 ：Pan Yan Ting
  - 作曲 ：LDN Noise、앤드류 최、Lauren Dyson
  - 編曲 ：LDN Noise、앤드류 최、Lauren Dyson

フューチャー・ベース・ジャンルの楽曲[3]。
4. 噩梦 (Come Back) [3:25]
  - 作詞 ：严云农 (Yen Yun Nong)
  - 作曲 ：Mike Daley、Mitchell Owens、Michael Jiminez、DEEZ、MZMC、Tay Jasper
  - 編曲 ：Mike Daley

デジタル・ミニアルバム『The Vision』収録曲。
5. 爱不释手 (Let Me Love U) [3:46]
  - 作詞 ：吳易緯
  - 作曲 ：Jonathan Yip、Jeremy Reeves、Ray Romulus、Ray McCullough、Kam Parker、220
  - 編曲 ：The Stereotypes

ミッドテンポの楽曲[3]。
6. 梦想发射计划 (Dream Launch) [3:47]
  - 作詞 ：小寒 (Xiao Han)
  - 作曲 ：Hyuk Shin (153/Joombas)、$un、배민수、Jeff Lewis
  - 編曲 ：$un、배민수

デジタル・ミニアルバム『The Vision』収録曲。